# اچ‌ام‌ای‌اس سنت گیلز
اچ‌ام‌ای‌اس سنت گیلز (به انگلیسی: HMAS St Giles) یک کشتی است که طول آن ۱۳۵٫۴ فوت (۴۱٫۳ متر) می‌باشد. این کشتی در سال ۱۹۱۹ ساخته شد.